# Rio Găinăria
O Rio Găinăria é um rio da Romênia, afluente do Jijia, localizado no distrito de Botoşani.